# Alghero
Alghero (katalonski: L'Alguer, sardinski: S'Alighèra, sasarski: L'Alièra) je grad i općina (comune) u pokrajini Sassariju u regiji Sardiniji, Italija. Nalazi se na nadmorskoj visini od 7 metara i ima 44 023 stanovnika.
 Prostire se na 225,40 km2. Gustoća naseljenosti je 195 st/km2.
Susjedne općine su: Olmedo, Putifigari, Sassari, Uri i Villanova Monteleone.